# Kobresia
Genre
Kobresia est un genre de plante de la famille des Cyperaceae.

## Liste d'espèces
Selon World Checklist of Selected Plant Families (WCSP) (9 juil. 2012) :
- Kobresia burangensis Y.C.Yang (1987)
- Kobresia capillifolia (Decne.) C.B.Clarke, J. Linn. Soc. (1883)
- Kobresia cercostachys (Franch.) C.B.Clarke, J. Linn. Soc. (1903)
- Kobresia condensata (Kük.) S.R.Zhang & Noltie (2010)
- Kobresia cuneata Kük. (1930)
- Kobresia curticeps (C.B.Clarke) Kük. (1909)
- Kobresia curvirostris (C.B.Clarke) C.B.Clarke (1894)
- Kobresia duthiei C.B.Clarke (1894)
- Kobresia esbirajbhandarii Rajbh. & H.Ohba (1987)
- Kobresia esenbeckii (Kunth) Noltie (1993)
- Kobresia falcata F.T.Wang & Tang ex P.C.Li (1990)
- Kobresia filicina (C.B.Clarke) C.B.Clarke (1894)
- Kobresia filifolia (Turcz.) C.B.Clarke, J. Linn. Soc. (1883)
- Kobresia fissiglumis C.B.Clarke (1894)
- Kobresia fragilis C.B.Clarke, J. Linn. Soc. (1903)
- Kobresia gammiei C.B.Clarke, Bull. Misc. Inform. Kew (1908)
- Kobresia gandakiensis Rajbh. & H.Ohba (1991)
- Kobresia graminifolia C.B.Clarke, J. Linn. Soc. (1903)
- Kobresia harae Rajbh. & H.Ohba (1987)
- Kobresia hohxilensis R.F.Huang (1996)
- Kobresia humilis (C.A.Mey. ex Trautv.) Serg. (1935)
- Kobresia inflata P.C.Li (1999)
- Kobresia kanaii Rajbh. & H.Ohba (1991)
- Kobresia kansuensis Kük. (1930)
- Kobresia karakorumensis Dickoré (1995)
- Kobresia kobresioidea (Kük.) J.Kern (1958)
- Kobresia kuekenthaliana Hand.-Mazz., Anz. Akad. Wiss. Wien (1920)
- Kobresia laxa Nees (1834)
- Kobresia littledalei C.B.Clarke, Bull. Misc. Inform. Kew (1908)
- Kobresia loliacea F.T.Wang & Tang ex P.C.Li (1990)
- Kobresia macrantha Boeckeler (1888)
- Kobresia macrolepis Meinsh. (1901)
- Kobresia mallae Rajbh. & H.Ohba (1987)
- Kobresia myosuroides (Vill.) Fiori (1896)
- Kobresia nepalensis (Nees) Kük. (1909)
- Kobresia nitens C.B.Clarke, J. Linn. Soc. (1883)
- Kobresia prainii Kük. (1904)
- Kobresia pusilla N.A.Ivanova (1939)
- Kobresia pygmaea (C.B.Clarke) C.B.Clarke (1894)
- Kobresia robusta Maxim. (1883)
- Kobresia royleana (Nees) Boeckeler (1875)
- Kobresia sanguinea (Boott) Raymond (1965)
- Kobresia schoenoides (C.A.Mey.) Steud. (1855)
- Kobresia setschwanensis Hand.-Mazz. (1936)
- Kobresia sibirica (Turcz.) Boeckeler (1875)
- Kobresia sikkimensis Kük. (1909)
- Kobresia simpliciuscula (Wahlenb.) Mack. (1923)
- Kobresia smirnovii N.A.Ivanova (1939)
- Kobresia squamiformis Y.C.Yang (1984)
- Kobresia tibetica Maxim. (1883)
- Kobresia tunicata Hand.-Mazz. (1936)
- Kobresia uncinioides (Boott) C.B.Clarke (1894)
- Kobresia vaginosa C.B.Clarke (1894)
- Kobresia vidua (Boott ex C.B.Clarke) Kük. (1909)
- Kobresia woodii Noltie (1993)
- Kobresia yadongensis Y.C.Yang (1987)
- Kobresia yangii S.R.Zhang (1995)